# Килли (Ленинградская область)
Ки́лли (фин. Killi) — деревня в Опольевском сельском поселении Кингисеппского района Ленинградской области.

## История
На карте Ингерманландии А. И. Бергенгейма, составленной по шведским материалам 1676 года, обозначена как безымянная деревня.
На шведской «Генеральной карте провинции Ингерманландии» 1704 года — как мельница Quarn.
Деревня Кила упомянута на карте Ингерманландии А. Ростовцева 1727 года.
Деревня Киля обозначена на карте Санкт-Петербургской губернии Я. Ф. Шмидта 1770 года.
Деревня Килли упоминается на карте Санкт-Петербургской губернии Ф. Ф. Шуберта 1834 года, рядом с деревней обозначены две водяные мельницы.

КИЛЛИЯ — деревня принадлежит действительному статскому советнику Дубянскому, число жителей по ревизии: 45 м. п., 47 ж. п. (1838 год)

В пояснительном тексте к этнографической карте Санкт-Петербургской губернии П. И. Кёппена 1849 года она записана как деревня Killi (Киллия) и указано количество её жителей на 1848 год: савакотов — 56 м. п., 58 ж. п., всего 114 человек.
Деревня Килли обозначена на карте профессора С. С. Куторги 1852 года.

КИЛЛИЯ — деревня генерал-майора Зиновьева, 10 вёрст по почтовой дороге, а остальное по просёлкам, число дворов — 19, число душ — 55 м. п. (1856 год)

КИЛИЯ (Зиновьева) — деревня, число жителей по X-ой ревизии 1857 года: 45 м. п., 50 ж. п., всего 95 чел.

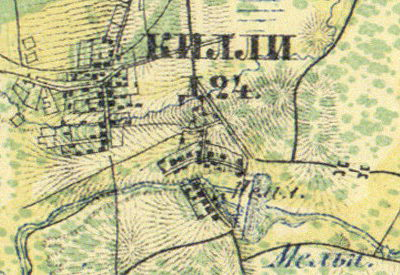
Деревня Килли на карте 1860 года

Согласно «Топографической карте частей Санкт-Петербургской и Выборгской губерний», в 1860 году деревня называлась Килли и состояла из 24 дворов, рядом с ней находились две водяные мельницы.

КИЛЛИЯ — деревня владельческая при реке Солка, число дворов — 30, число жителей: 79 м. п., 82 ж. п. (1862 год)

В 1869—1886 годах временнообязанные крестьяне деревни Киллии выкупили свои земельные наделы у Н. В. Зиновьева и стали собственниками земли.

КИЛИЯ (Зиновьева) — деревня, по земской переписи 1882 года: семей — 31, в них 69 м. п., 73 ж. п., всего 142 чел.

КИЛИЯ (Зиновьева) — деревня, число хозяйств по земской переписи 1899 года — 24, число жителей: 67 м. п., 67 ж. п., всего 134 чел.;
 разряд крестьян: бывшие владельческие; народность: русская — 5 чел., финская — 94 чел., смешанная — 35 чел.

До середины XIX века деревня административно относилась к Ополицкой волости 2-го стана Ямбургского уезда Санкт-Петербургской губернии, затем — 1-го стана. Население деревни было исключительно финским.
По данным «Памятной книжки Санкт-Петербургской губернии» за 1905 год в Ополицкой волости существовали две соседние деревни: Киллия (Зиновьева) и Киллия (Шувалова).
С 1917 по 1923 год деревня Киллия входила в состав Киллинского сельсовета Ополицкой волости Кингисеппского уезда.
С 1923 года в составе Ястребинской волости.
С 1924 года в составе Алексеевского сельсовета.
Согласно данным переписи населения СССР 1926 года в деревне Киллия проживали 159 человек, большинство финны, а также русские и эстонцы.
С февраля 1927 года в составе Кингисеппской волости. С августа 1927 года в составе Кингисеппского района.
С 1928 года в составе Керстовского сельсовета. В 1928 году население деревни Киллия также составляло 159 человек.
По данным 1933 года деревня Киллия входила в состав Керстовского сельсовета Кингисеппского района.

План деревни Килли. 1938 год

Согласно топографической карте 1938 года деревня называлась Килли и насчитывала 39 дворов.
Деревня была освобождена от немецко-фашистских оккупантов 31 января 1944 года.
С 1954 года в составе Опольевского сельсовета.
В 1958 году население деревни Киллия составляло 85 человек.
По данным 1966, 1973 и 1990 годов деревня называлась Килли и также находилась в составе Опольевского сельсовета Кингисеппского района.
В 1997 году в деревне Килли проживали 14 человек, в 2002 году — 17 человек (русские — 94 %), в 2007 году — 15.

## География
Деревня расположена в восточной части района к западу от автодороги А180 (E 20) (Санкт-Петербург — Ивангород — граница с Эстонией) «Нарва».
Расстояние до административного центра поселения — 11 км.
Расстояние до ближайшей железнодорожной платформы Солка — 4 км.
Через деревню протекает река Солка.

## Демография
| 1862 | 2007 | 2010 | 2017 |
| ---- | ---- | ---- | ---- |
| 161  | ↘15  | ↗19  | ↗34  |

### Национальный состав
Согласно данным Всероссийской переписи населения 2021 года в деревне проживали 74 человека, из них:
 русские — 67, чеченцы — 5, таджики — 2 человека.

## Достопримечательности
В деревне сохранились руины двух каменных водяных мельниц и плотин на реке Солке — выявленные объекты культурного наследия. Также выявленным объектом культурного наследия является жилой дом С. А. Африкантовой, построенный в 1880-х годах

Руины водяных мельниц на реке Солка
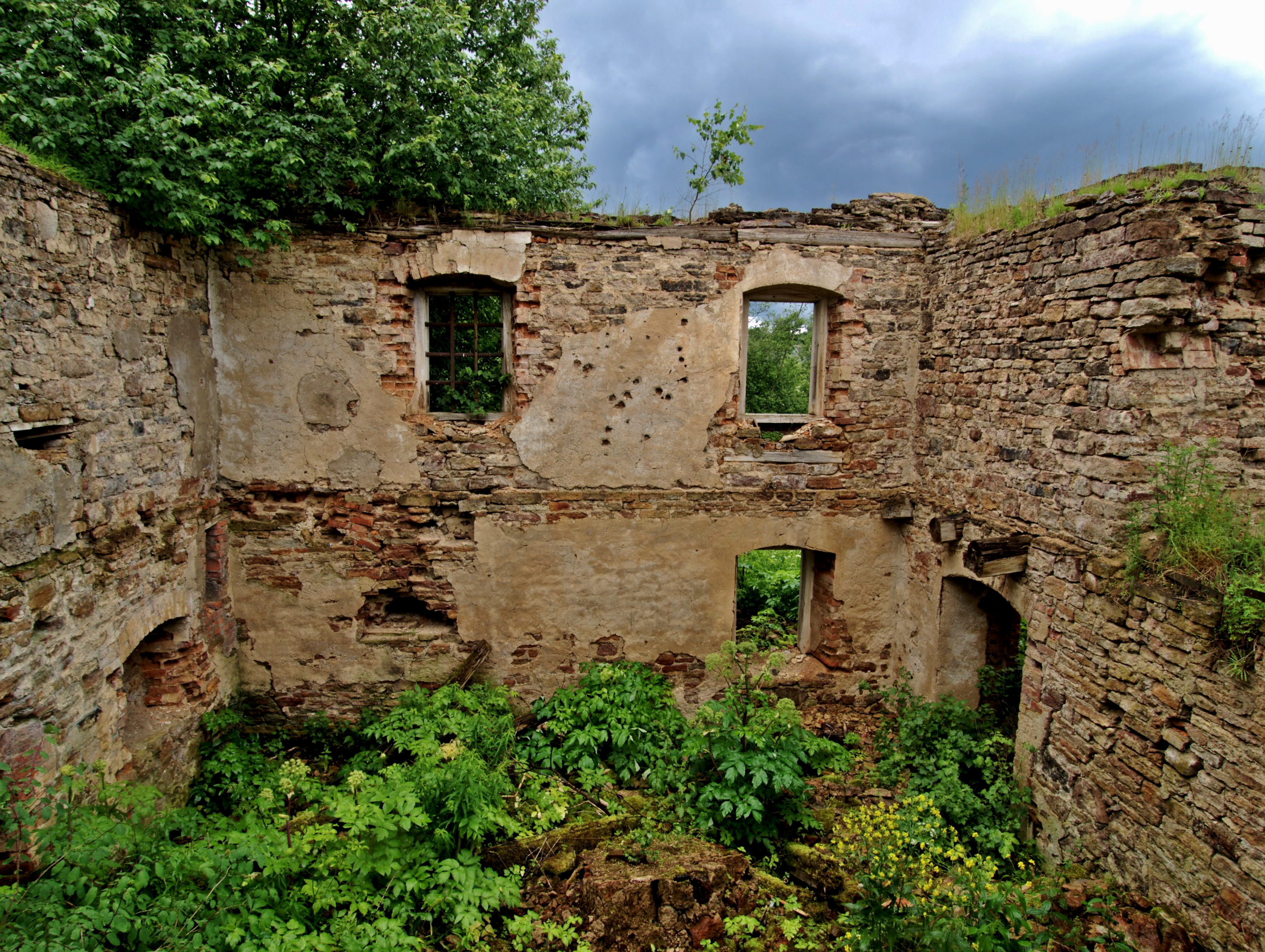
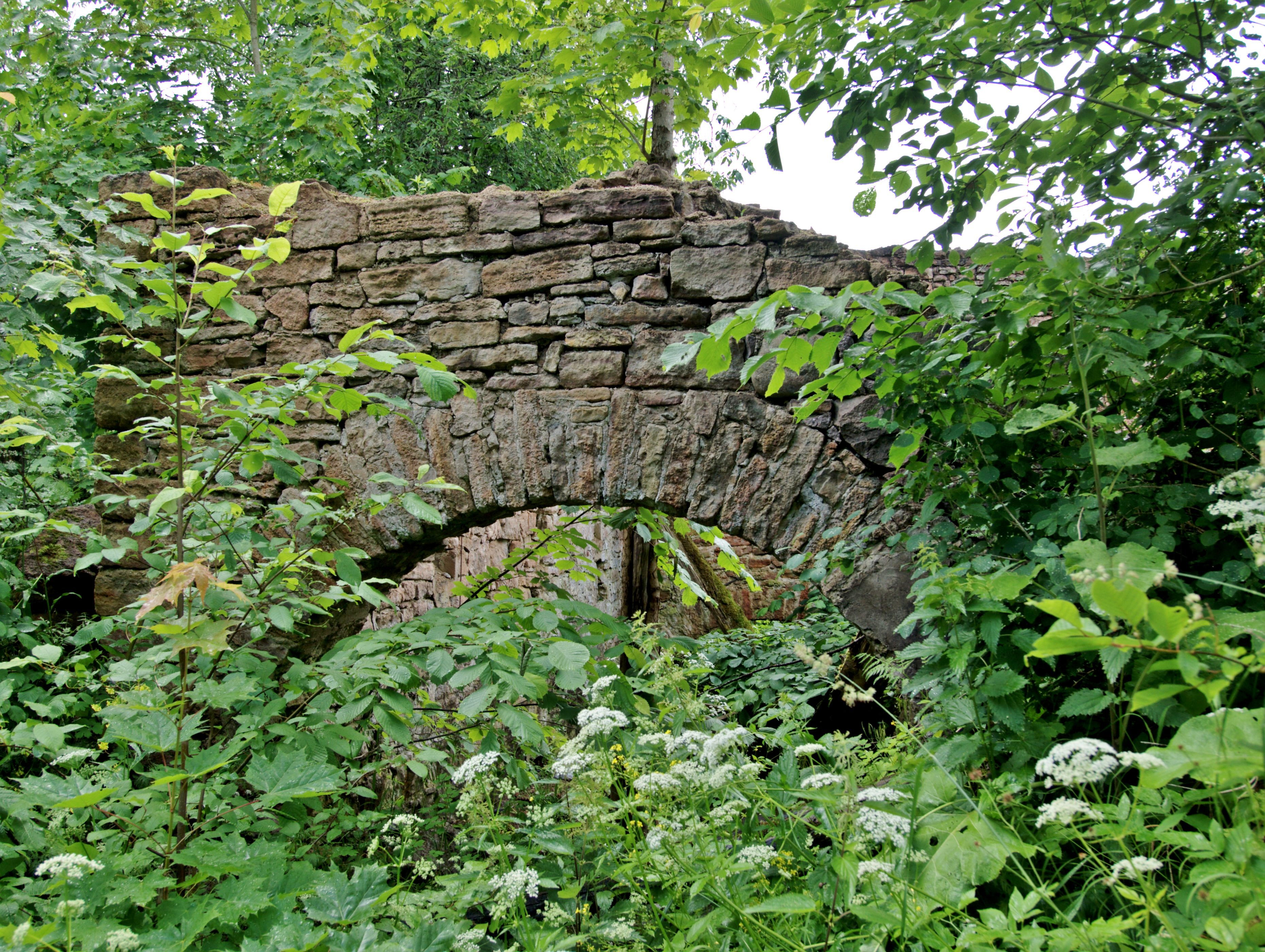
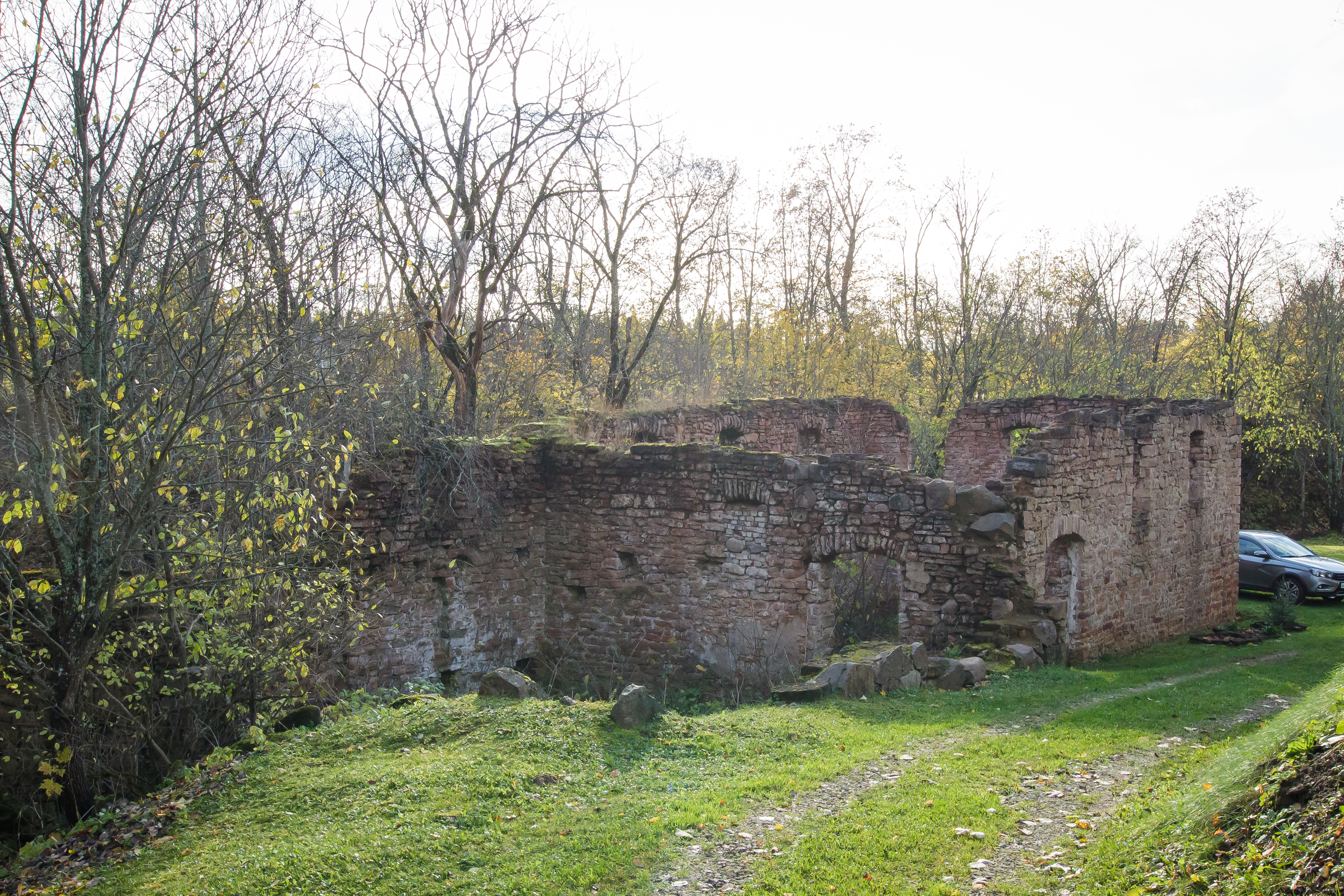
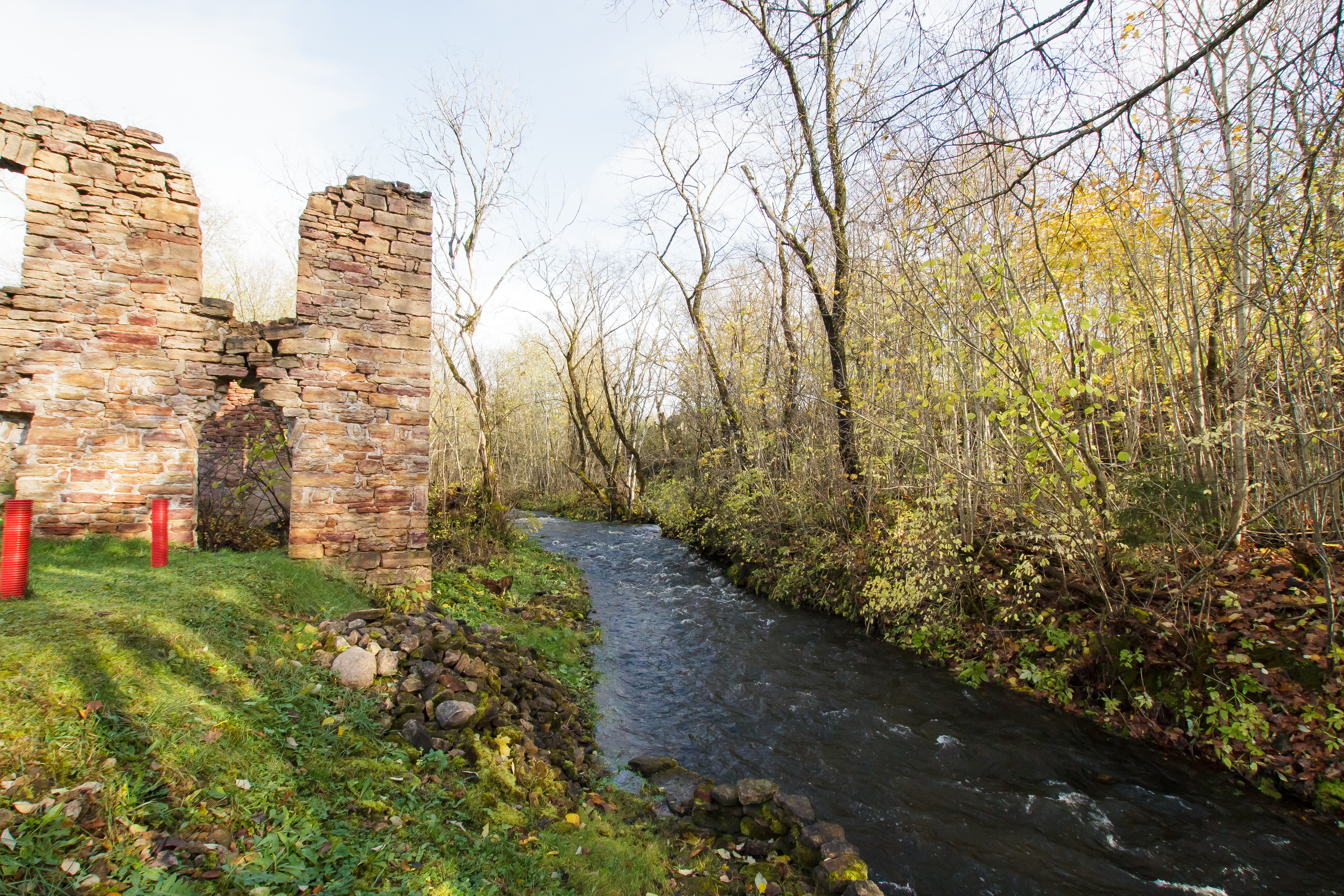

## Улицы
Заречная, Кировская, Набережный переулок, Огородный переулок, Песочная, Фермерская.